# PKP-Baureihe EU04
Die Baureihe EU04 war eine Baureihe elektrischer Universallokomotiven der Polnischen Staatseisenbahnen.

## Geschichte
Nach dem Zweiten Weltkrieg beschloss die polnische Eisenbahn PKP wichtige Hauptstrecken zu elektrifizieren, um die Streckenleistung zu erhöhen. Die polnische Schienenfahrzeugindustrie hatte zu diesem Zeitpunkt keine Erfahrung mit dem Bau von Elektrolokomotiven, weshalb Importe oder Lizenzbauten notwendig waren. Der VEB Lokomotivbau Elektrotechnische Werke „Hans Beimler“ Hennigsdorf in der DDR entwickelte von 1952 bis 1954 einen Prototyp, der anschließend den PKP vorgestellt wurde.
In den Jahren 1954 und 1955 wurden dann insgesamt 25 Lokomotiven nach Polen geliefert. Die Fabriknummern lauten LEW 6678/1955 bis LEW 6702/1955. Die anfangs als E200 bezeichneten Fahrzeuge wurden im Depot Warszawa Zachodnia in Warschau beheimatet. In den 1960er Jahren wurden die Baureihennummern geändert, die Loks wurden seitdem als Baureihe EU04 bezeichnet.

## Aufbau und Technik
Jede der 16.320 mm langen Lokomotiven besitzt zwei baugleiche zweiachsige Drehgestelle, die mit jeweils zwei Fahrmotoren ausgestattet sind. Der benötigte Strom wird mit zwei Scherenstromabnehmern von der Oberleitung abgegriffen, wobei die Spannung 3000 Volt Gleichstrom beträgt. Bei einer Dauerleistung von 1680 kW beträgt die Höchstgeschwindigkeit 110 km/h.
Eine Lokomotive verfügt über zwei Führerstände, die jeweils an der Spitze beziehungsweise dem Ende der Lok angeordnet sind. An beiden Enden ist eine Schraubenkupplung montiert. Außerdem sind Bremsschläuche und eine Vorrichtung für die Zugsammelschiene angebracht.

## Einsatz
Die anfangs im Depot Warszawa Zachodnia in Warschau beheimateten Lokomotiven wurden hauptsächlich auf der Strecke Warschau–Gliwice (Gleiwitz) sowohl im Reisezugdienst als auch im Güterzugverkehr eingesetzt. Später wurden sie in Łazy (Lazy) und Krakau stationiert. Trotz einiger Mängel bewährten sich die Loks im Einsatz und waren Wegbereiter für die weitere Elektrifizierung und die Beschaffung von Elektrolokomotiven. Größter Nachteil war die hohe Achslast von 21,5 Tonnen, die den auf geringere Achslasten ausgelegten Strecken auf Dauer schadete.
Zwischen 1970 und 1983 schieden alle Loks der Baureihe EU04 aus dem Betriebsdienst aus, wurden abgestellt und verschrottet. Nur EU04-24 wurde aufbewahrt und dem Eisenbahnmuseum in Jaworzyna Śląska (Königszelt) übergeben und ist dort ausgestellt.